# Reliable Datagram Sockets
Reliable Datagram Sockets (RDS) è un protocollo a bassa latenza senza connessione per trasmettere datagrammi. Viene sviluppato da Oracle Corporation.
È stato incluso nel kernel 2.6.30 di Linux pubblicato il 9 giugno 2009. Il codice è stato contribuito dalla OpenFabrics Alliance (OFA).
Il 13 ottobre 2010 Dan Rosenberg ha annunciato una vulnerabilità nell'implementazione dell'RDS codificata come CVE-2010-3904  nel kernel 2.6.30 che permetteva un privilege escalation. È stata corretta il 15 ottobre.